# Sắt(III) iodide
Sắt(III) iodide là một hợp chất hóa học vô cơ của sắt với ion iodide có công thức FeI3. Sắt(III) iodide không bền. Nó không được điều chế khi sắt(II) iodide được đun nóng với iod. Có thể thu được sắt(III) iodide khi khí nitơ chứa đầy trong bình chứa sắt và iod ở nhiệt độ 499–559 °C (930–1.038 °F; 772–832 K) rồi được truyền qua sắt(II) iodide. Ngoài sắt(II) iodide và iod, pha cân bằng có chứa một lượng đáng kể sắt(III) iodide FeI3.
Ở dạng rắn, nó có thể thu được bằng phản ứng của sắt pentacacbonyl và iod bằng cách chiếu xạ tại −20 °C (−4 °F; 253 K) ở dạng chất rắn màu đen không tinh khiết.

## Hợp chất khác
FeI3 còn tạo một số hợp chất với CO(NH2)2, như FeI3·6CO(NH2)2 là chất rắn màu cam, d = 2,12 g/cm³.

## Sắt(III) polyiodide
Chỉ có phức Fe(I3)3·6CO(NH2)2 là được biết đến, dưới trạng thái là chất rắn màu đen, d = 2,96 g/cm³.